# ММЗ Д-245
ММЗ Д-245 — дизельный двигатель внутреннего сгорания, выпускаемый Минским моторным заводом с 1984 года. Давление масла составляет 2.5—3.5 кгс/см2.
Цилиндры расположены рядно, вертикально. Впрыск топлива непосредственный, воспламеняется от сжатия. Двигатель применяется в местах с неограниченным воздухообменом. Устойчиво работает при температуре от -45˚C до +45˚С. При температуре -25˚C корпус сажевого фильтра комплектуется топливным подогревателем.

## История
- 1998 — введение стандарта Евро-1.
- 2001 — введение стандарта Евро-2.
- 2006 — введение стандарта Евро-3, добавление ТНВД Bosch CP3.3 и системы впрыска Common rail.
- 2012 — добавление системы EGR и сажевого фильтра.
- 2014 — введение стандарта Евро-5.

## Модификации
- Д-245.1 (1992—2016) — двигатель мощностью 107 л. с. с турбиной ТКР-6. Устанавливался на автомобили ЗИЛ.
- Д-245.2 (с 2000) — аналог Д-245.1, но с интеркулером. Мощность 120 л. с.
- Д-245.4 — двигатель мощностью 81 л. с. с турбиной ТКР 6-01.
- Д-245.5 — аналог Д-245.4. Мощность 88 л. с.
- Д-245.7 — двигатель мощностью 122—130 л. с. Устанавливался на среднетоннажные грузовые автомобили полной массой до 8 тонн и автобусы на их базе. В зависимости от стандарта комплектовался турбинами ТКР 60-14-3 (Евро-1), ТКР 60-14-02 (Евро-2), ТКР 60-14 (Евро-3) и ТКР 60.01.01-02 (Евро-4).
- Д-245.9 — аналог Д-245.7. Мощность 136 л. с. Устанавливался на среднетоннажные грузовые автомобили полной массой до 12 тонн и автобусы на их базе. В зависимости от стандарта комплектовался турбинами ТКР 60-14-03 (Евро-1), ТКР 60-14-01 (Евро-2/3) и ТКР 60.01.01-03 (Евро-4).
- Д-245.10 — двигатель мощностью 107 л. с. Устанавливался на автомобиль ЗИЛ-5301.
- Д-245.11 — аналог Д-245.10.
- Д-245.12 — двигатель мощностью 109 л. с. с турбинами ТКР-6 и ТКР 7Н2А (Евро-1).
- Д-245.16 — двигатель мощностью 127 л. с. Устанавливался на тракторы ОТЗ.
- Д-245.20 — двигатель мощностью 107 л. с. Устанавливался на автомобили ЗИЛ.
- Д-245.30 — аналог Д-245.7. Мощность 156 л. с. Комплектовался турбиной ТКР 60.01.01-01 (60.01.01-05). Устанавливался на крупнотоннажные грузовые автомобили полной массой 12—18 тонн.
- Д-245.35 — двигатель мощностью 170—177 л. с. Комплектовался турбиной ТКР-60.01.01. Устанавливался на крупнотоннажные грузовые автомобили полной массой 13, 18 и 21 т[2].
- Д-245.42 — тракторный двигатель мощностью 75 л. с.[3]
- Д-245.43 — тракторный двигатель мощностью 84 л. с.[4]

## Продукция
- ГАЗ-3308
- ГАЗ-3309
- ЗИЛ-5301
- МАЗ-4370
- МАЗ-4371
- ЗИЛ-4329
- ПАЗ-3205
- ПАЗ-4230, КАвЗ-4235
- ПАЗ-4234
- Рута 37
- Рута 43